# 近鉄東信貴鋼索線
東信貴鋼索線（ひがししぎこうさくせん）は、奈良県生駒郡三郷町の近鉄生駒線信貴山下駅から、信貴山朝護孫子寺の入口である信貴山駅までを結んでいた近畿日本鉄道（近鉄）の鋼索鉄道（ケーブルカー）線。

## 路線データ
- 路線距離（営業キロ）：1.7km
- 方式：単線2両交走式
- 軌間：1067mm
- 駅数：2駅（起終点駅含む）
- 勾配：最大217‰（約12°14′）、平均125‰

## 概要

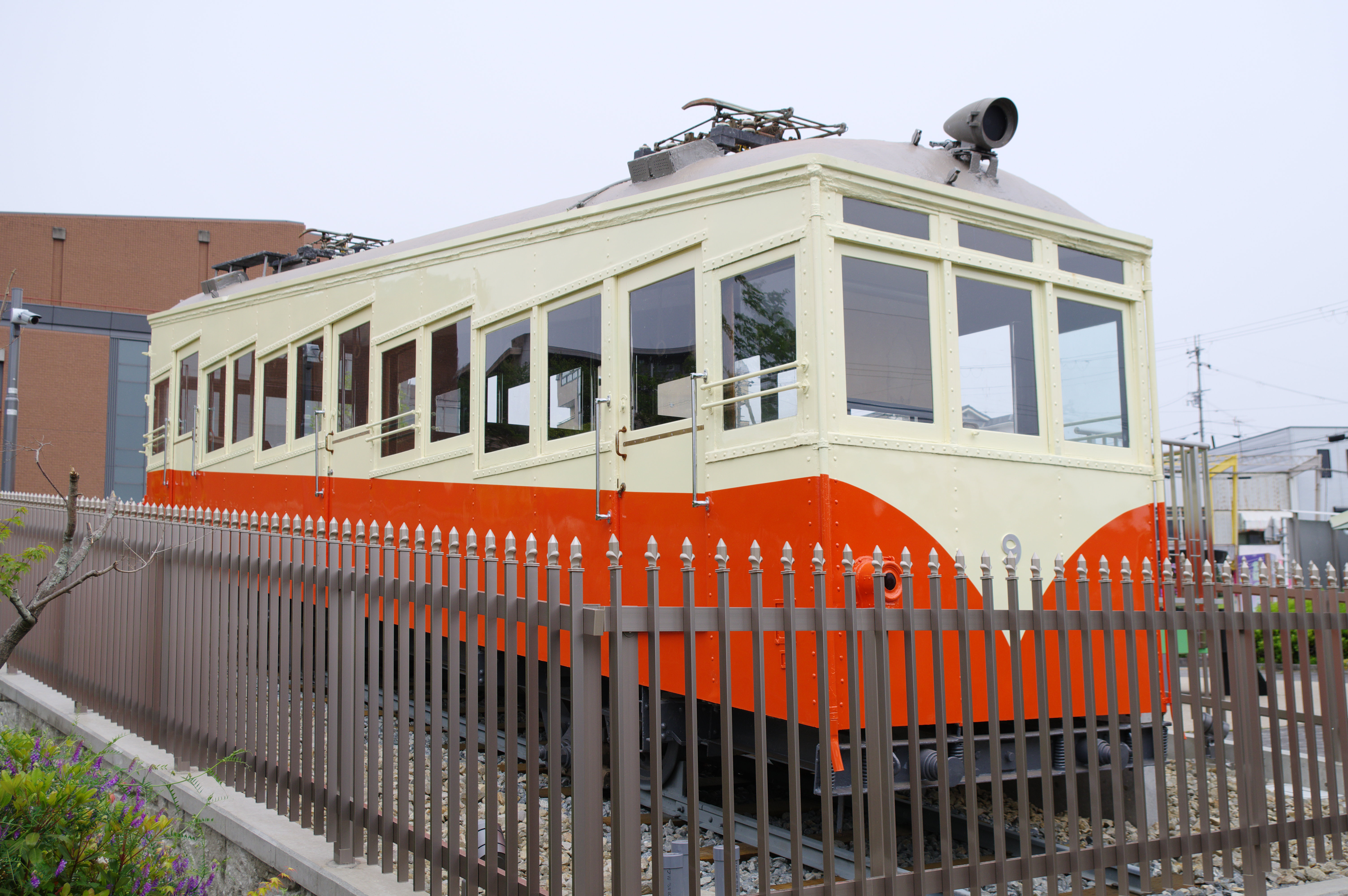
信貴山下駅前に展示されている「コ9」形車両

生駒線の前身となる信貴生駒電気鉄道が、生駒線と接続して関西本線王寺駅から信貴山へ東側より入るルートを確立するために開業したが、1930年に近鉄の前身である大阪電気軌道（大軌）とその子会社の信貴山急行電鉄が現在の信貴線・西信貴鋼索線を開業させると、そちらの方が大阪市からは至便なルートとなったことにより、乗客は減少した。その後、近鉄に統合された後も細々と輸送を行っていたが、周辺が大阪市のベッドタウンとして住宅化されると路線が道路整備の支障となり、乗客もさらに減少していたことから、1983年に全廃された。
運賃は大人片道350円（1983年当時）であった。

## 運行形態
1983年当時
- 運行本数：終日約20分毎、1日42往復
- 所要時間：10分00秒

## 車両
諸元
- 車両形式：コ9形
- 車両番号：9（赤色塗装）、10（青色塗装）
- 最大寸法：長さ10,380mm×幅2,405mm×高さ4,075mm
- 定員：116名（うち座席28名、クロスシートとロングシートが半々）
- 自重：10.0トン
- 制動装置：自動及び手用制動機
- 集電装置：パンタグラフ2個
- 勾配：1:8
- 製造年：1933年（昭和8年）
- 製造所：藤永田造船所

## 歴史
- 1922年（大正11年）5月16日 信貴生駒電気鉄道により、山下（後、信貴山下） - 信貴山間開業
- 1964年（昭和39年）10月1日 近畿日本鉄道（近鉄）に合併され、同社の東信貴鋼索線となる
- 1983年（昭和58年）9月1日 全線廃止[1]

## 駅一覧
全駅、奈良県生駒郡三郷町に所在。
| 駅名       | 営業キロ | 接続路線             |
| ---------- | -------- | -------------------- |
| 信貴山下駅 | 0.0      | 近畿日本鉄道：生駒線 |
| 信貴山駅   | 1.7      |                      |

## 輸送実績
| 年度 | 旅客輸送人員（人） | 貨物量（トン） |
| ---- | ------------------ | -------------- |
| 1936 | 257,918            | 218            |
| 1937 | 26,107             | 151            |
| 1939 | 299,280            | 229            |
| 1941 | 363,178            | 260            |
| 1943 | 310,373            | 274            |
| 1945 | 350,622            | 545            |
| 1949 | 284,137            | 253            |
| 1952 | 321,353            | 180            |
| 1958 | 281千              | 37             |
| 1963 | 289千              | 0              |

- 鉄道統計資料、鉄道統計、国有鉄道陸運統計、地方鉄道軌道統計年報、私鉄統計年報各年度版
- 1935年以前は鉄道線と合算、近鉄合併後は鋼索線合算のため省略

## 廃止後
当線廃止後、跡地の多くは道路用地に転用された。麓側（信貴山下駅側）から約700mの路盤は、並行する道路の拡幅用地に転用された。その山側に続く約200m（線路の行き違い箇所付近）は、1986年に開校した信貴ケ丘高等学校（現・西和清陵高等学校）の用地の一部となった。山側（信貴山駅側）の約800mは、枕木などが残されたまま遊歩道となった。
信貴山下駅の鋼索線ホームは廃止後も残されていたが、1995年頃の駅舎改築に伴って撤去された。信貴山駅の駅舎と駅前広場はバス待合所・発着所に転用されている。
代替交通として、奈良交通が王寺駅 - 信貴山下駅 - 信貴山 - 信貴山門間でバスを運行している。もとは信貴山もしくは三室園東口までの運行であったが2012年4月28日より早朝・夜間を除き近鉄バス信貴山上線の終点である信貴山門へ終点が変更された。さらに始点側も信貴山下駅から王寺駅まで延長され、JR大和路線・和歌山線や近鉄田原本線との連絡の利便が図られている。
車両は2両のうち、車両番号9は三郷町立三郷北小学校に無償譲渡され、2020年までの37年間、中庭に保存されていた。2018年11月、三郷町民の有志により、信貴山下駅に移設して展示する構想があると報じられ、2020年3月14日から15日にかけて、三郷北小学校から搬出され、信貴山下駅前に移設された。同3月28日から一般公開されている。
車両番号10は解体され、車輪などの部品が信貴山下駅構内に展示されている。
2022年（令和4年）には近鉄生駒線・旧東信貴鋼索線開業100周年を迎えたことから、同年5月17日に生駒線王寺駅で記念式典が行われた。

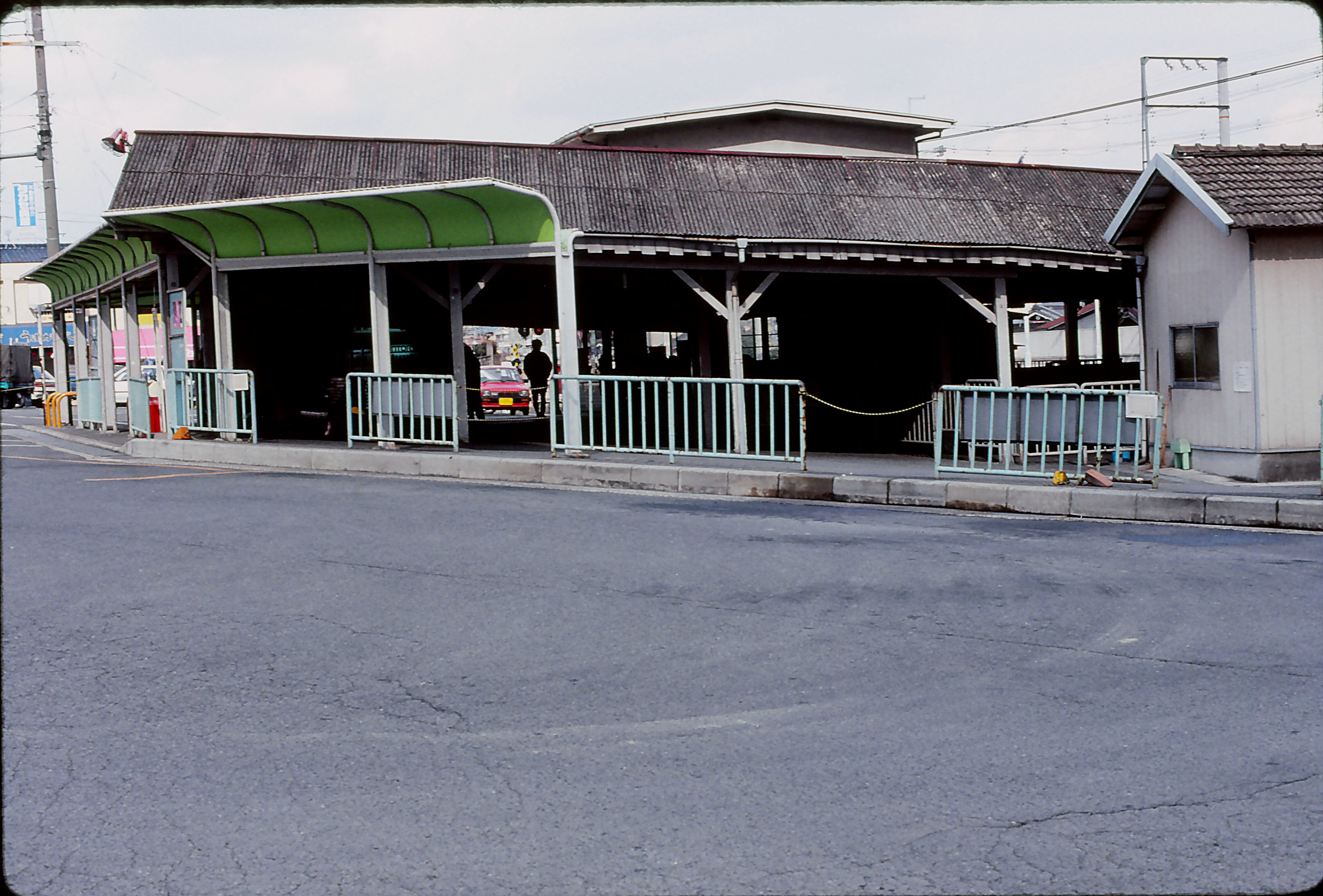
信貴山下駅の屋根　ケーブルに合わせて少し傾斜（1991年）
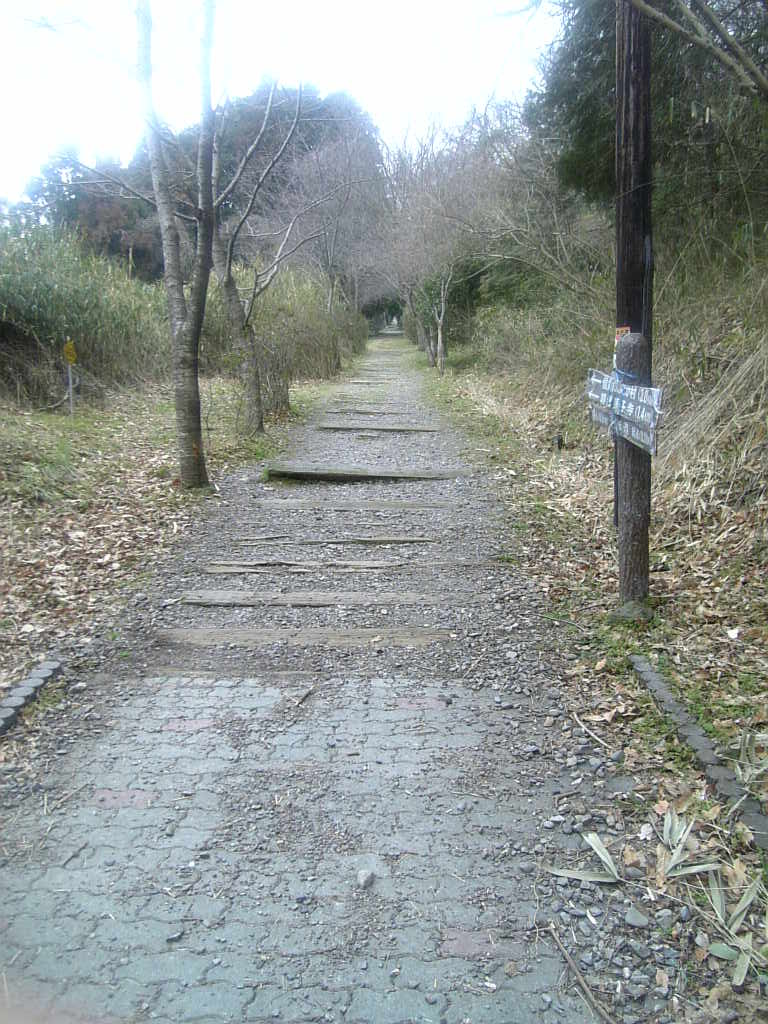
東信貴ケーブル廃線跡。枕木も残る。
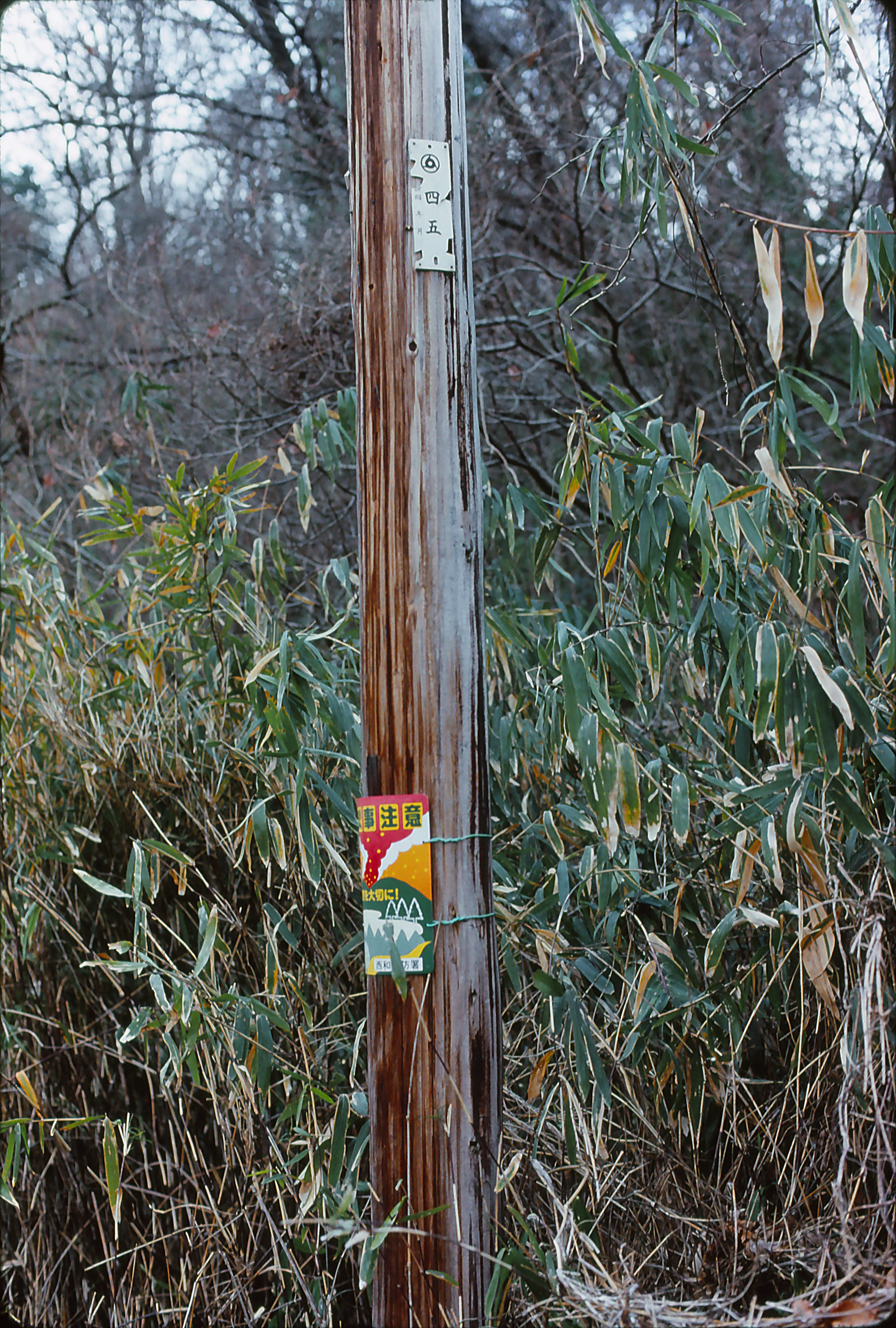
架線柱に近鉄の社章
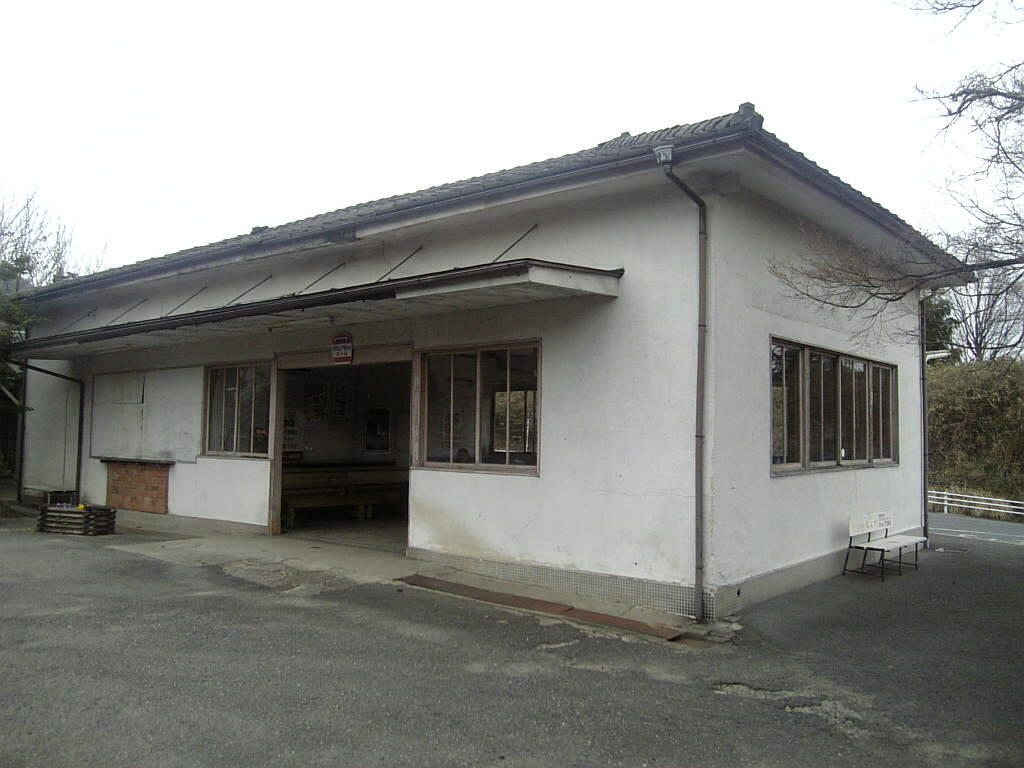
バス待合所として使用される旧信貴山駅舎
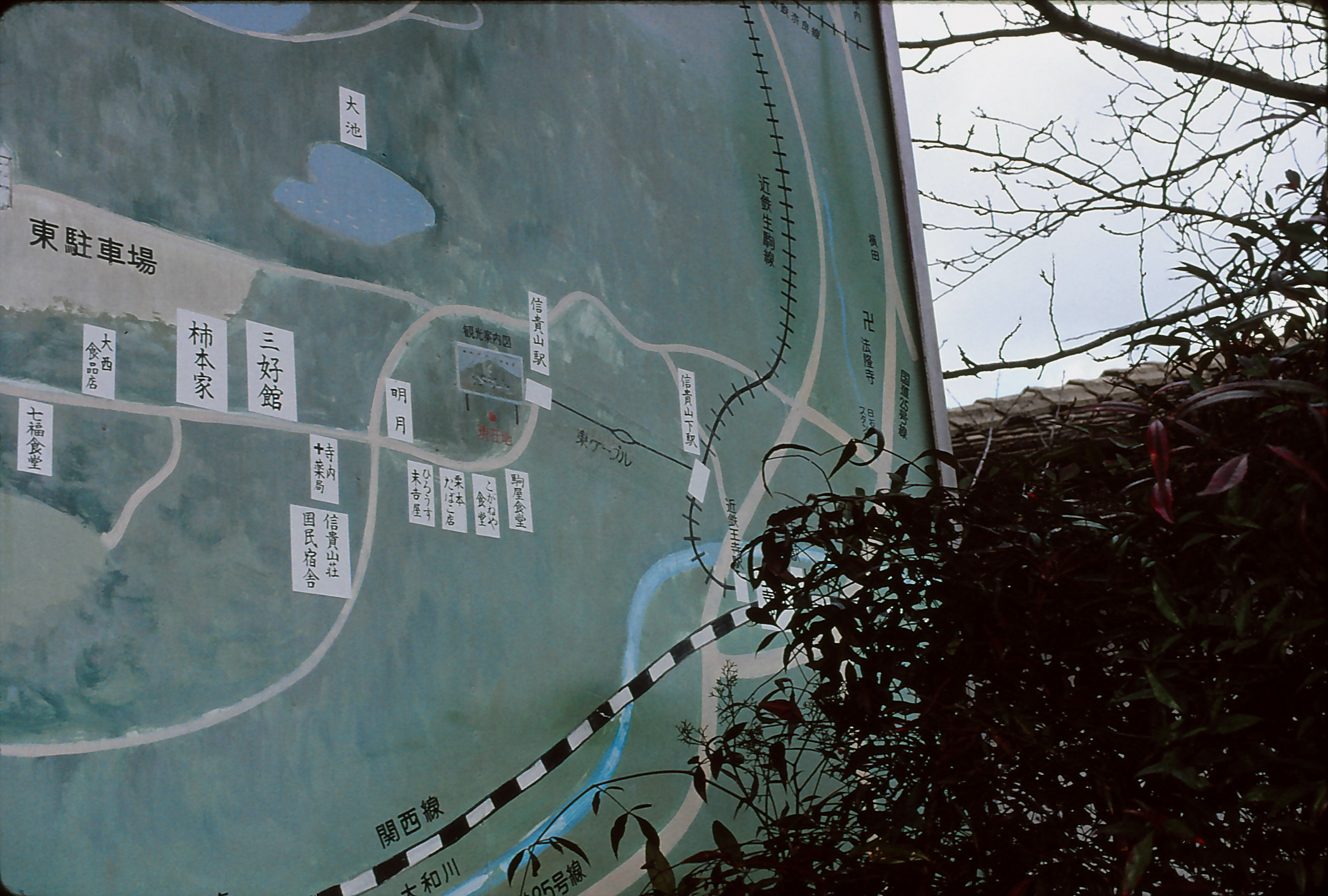
バス待合所付近に残るケーブル表示の看板（1991年）
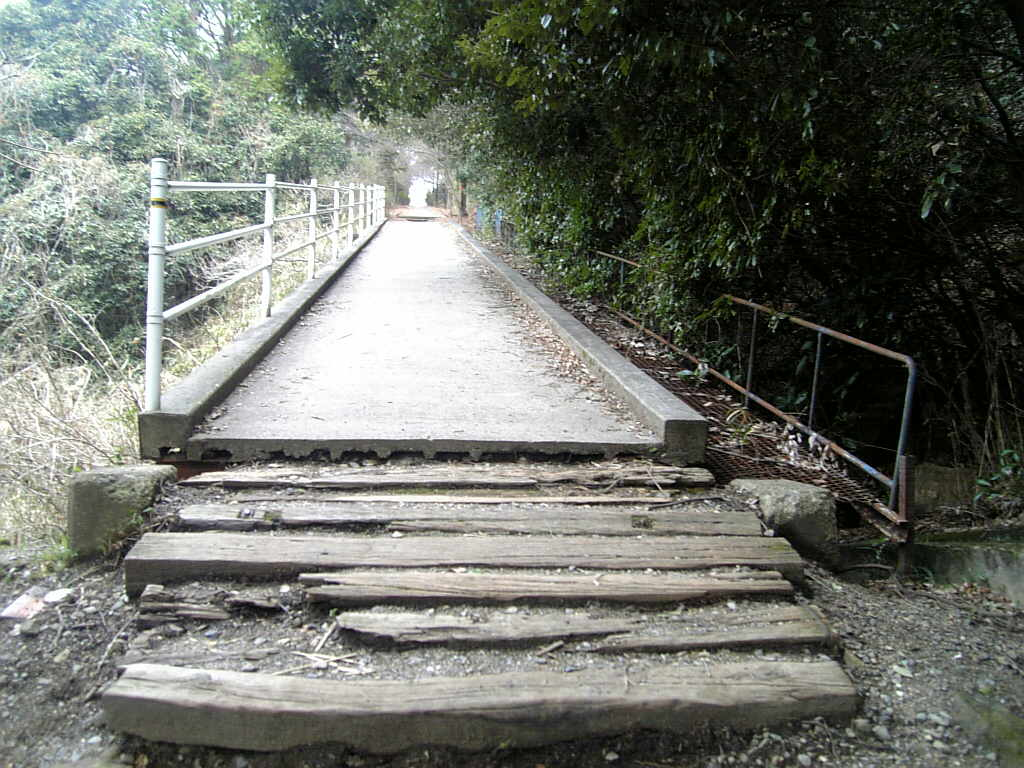
廃線跡
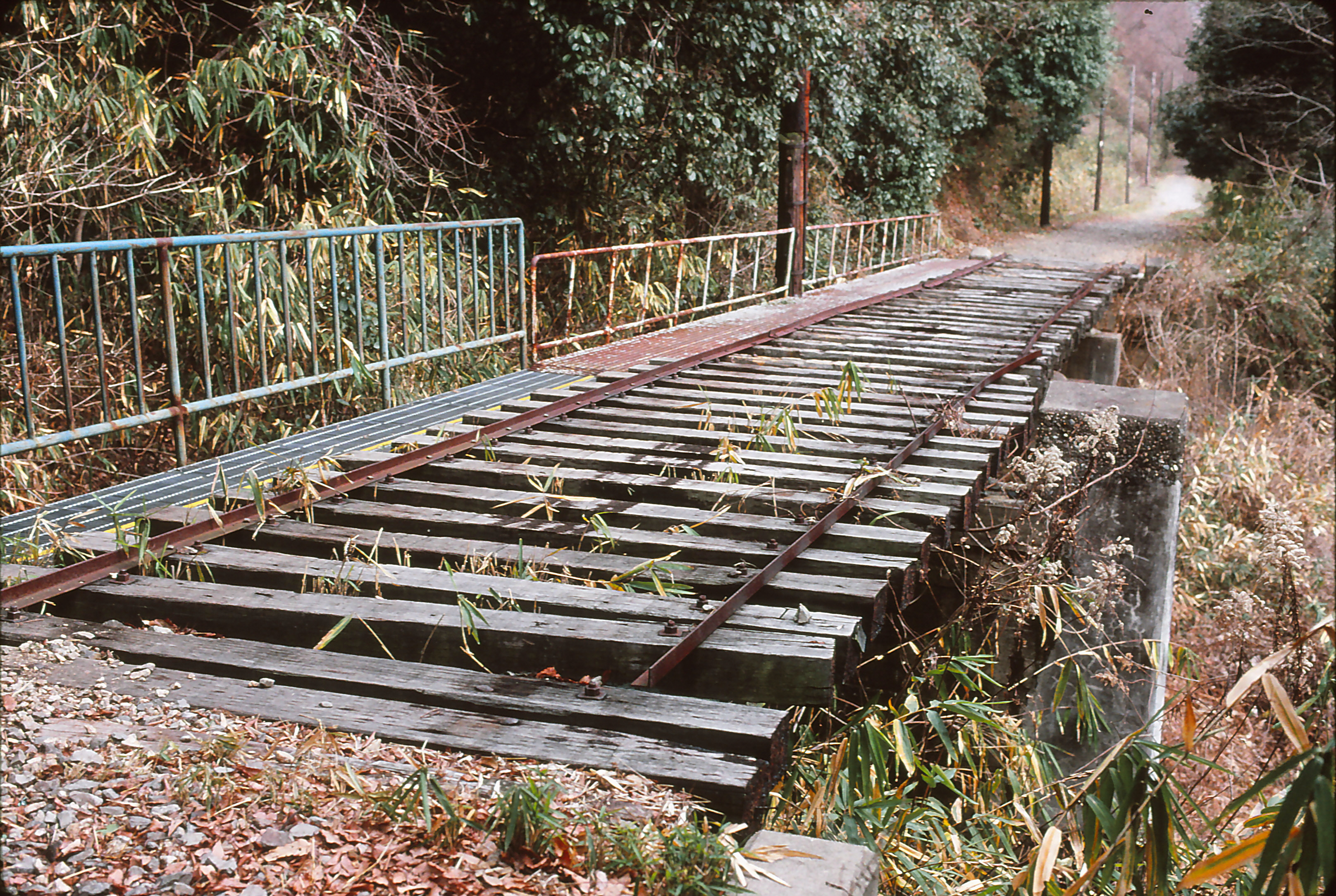
千本桜並木道（1991年）
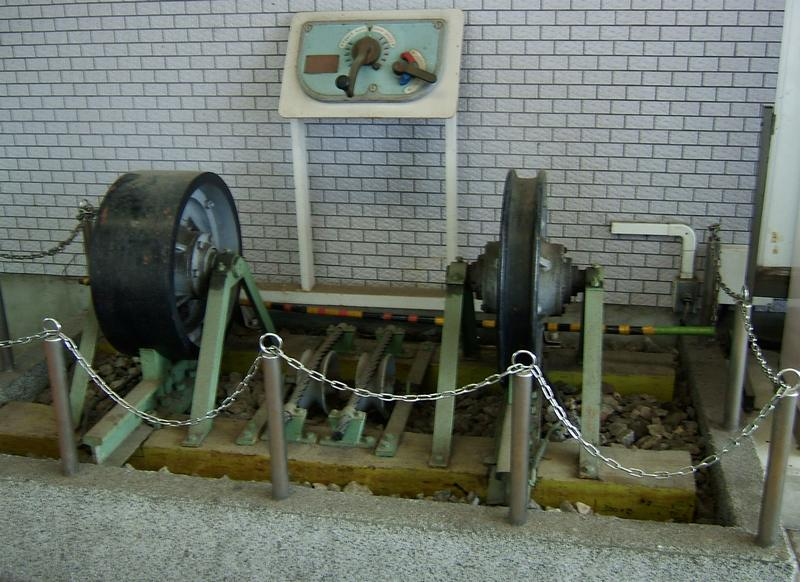
信貴山下駅に保存されている東信貴鋼索線コ9形車両の車輪とレール